# Токаево
Тока́ево (чув. Тукай Мишер, тат. Тукай) — село в Комсомольском районе Чувашской Республики. Входит в состав Урмаевского сельского поселения.

## География
Расположено на левом берегу реки Хундурла, в 8 км от райцентра с. Комсомольское и в 123 км от г. Чебоксары. До ближайшей станции Канаш 30 км.
На правом берегу реки находится живописное озеро общей площадью 5 га.

## История
До революции административно входило в состав Цивильского уезда Казанской губернии.
- 1927—1929 года — в составе Батыревского района
- 1929—1939 года — в составе Шихирдановского района
- с 1939 года — в составе Комсомольского района

## Население
- в 1710 году — 37 дворов
- в 1795 году — 45 дв. (258 чел.)
- в 1866 году — 72 дв. (347 чел.)
- в 1879 году — 80 дв. (352 чел.)
- в 1911 году — 124 дв. (738 чел.)
- в 1923 году — 159 дв. (769 чел.)
- в 1935 году — 198 дв. (990 чел.)
- в 1959 году — 201 дв. (1372 чел.)
- в 1970 году — 224 дв. (1472 чел.)
- в 1979 году — 248 дв. (1472 чел.)
- в 1989 году — 287 дв. (1332 чел.)
- в 2002 году — 431 дв. (1634 чел.)
- к 2008 году — 496 дв. (1718 чел.)

| 2010 | 2012  |
| ---- | ----- |
| 1745 | ↘1718 |

## Достопримечательности
Школа, мечеть, медресе, фельдшерско-акушерский пункт, 7 магазинов, 2 скотобойных цеха, цех по выпуску керамзитобетонных блоков, деревообрабатывающий цех.
Действует Общественный совет. Выходит газета «Нурлы иман».